# Толланд (Массачусетс)
Толланд (англ. Tolland) — місто (англ. town) в США, в окрузі Гемпден штату Массачусетс. Населення — 471 особа (2020).

## Демографія
Згідно з переписом 2010 року, у місті мешкало 485 осіб у 197 домогосподарствах у складі 138 родин. Було 510 помешкань
Расовий склад населення:
| - 95,3 % — білих - 1,2 % — чорних або афроамериканців - 1,0 % — корінних американців - 0,2 % — азіатів |

До двох чи більше рас належало 1,9 %. Частка іспаномовних становила 1,2 % від усіх жителів.
За віковим діапазоном населення розподілялося таким чином: 21,9 % — особи молодші 18 років, 60,0 % — особи у віці 18—64 років, 18,1 % — особи у віці 65 років та старші. Медіана віку мешканця становила 47,7 року. На 100 осіб жіночої статі у місті припадало 94,8 чоловіків;  на 100 жінок у віці від 18 років та старших — 95,4 чоловіків також старших 18 років.
Середній дохід на одне домашнє господарство  становив 97 181 долар США (медіана — 90 417), а середній дохід на одну сім'ю — 111 738 доларів (медіана — 103 750). Медіана доходів становила 51 458 доларів для чоловіків та 64 375 доларів для жінок. За межею бідності перебувало 7,2 % осіб, у тому числі 0,0 % дітей у віці до 18 років та 3,9 % осіб у віці 65 років та старших.
Цивільне працевлаштоване населення становило 372 особи. Основні галузі зайнятості: освіта, охорона здоров'я та соціальна допомога — 21,5 %, науковці, спеціалісти, менеджери — 15,3 %, виробництво — 14,8 %.